# Miño (La Coruña)

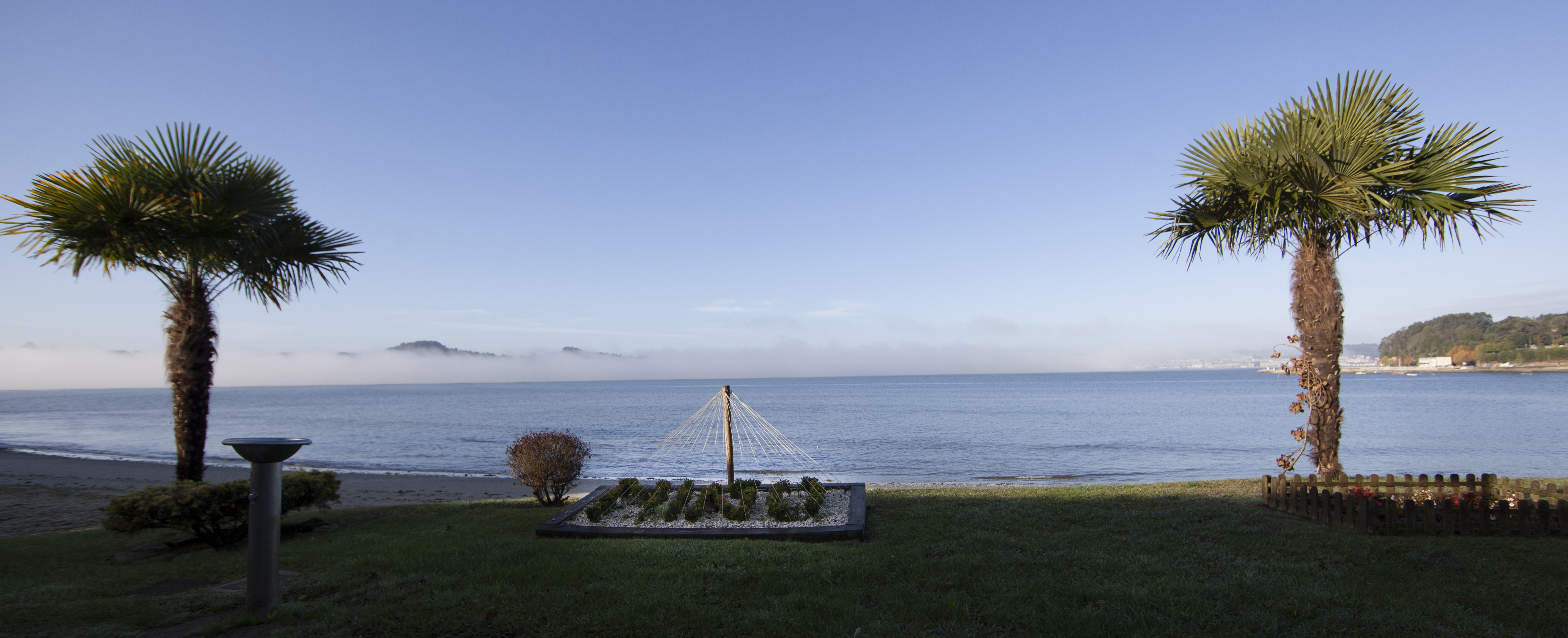

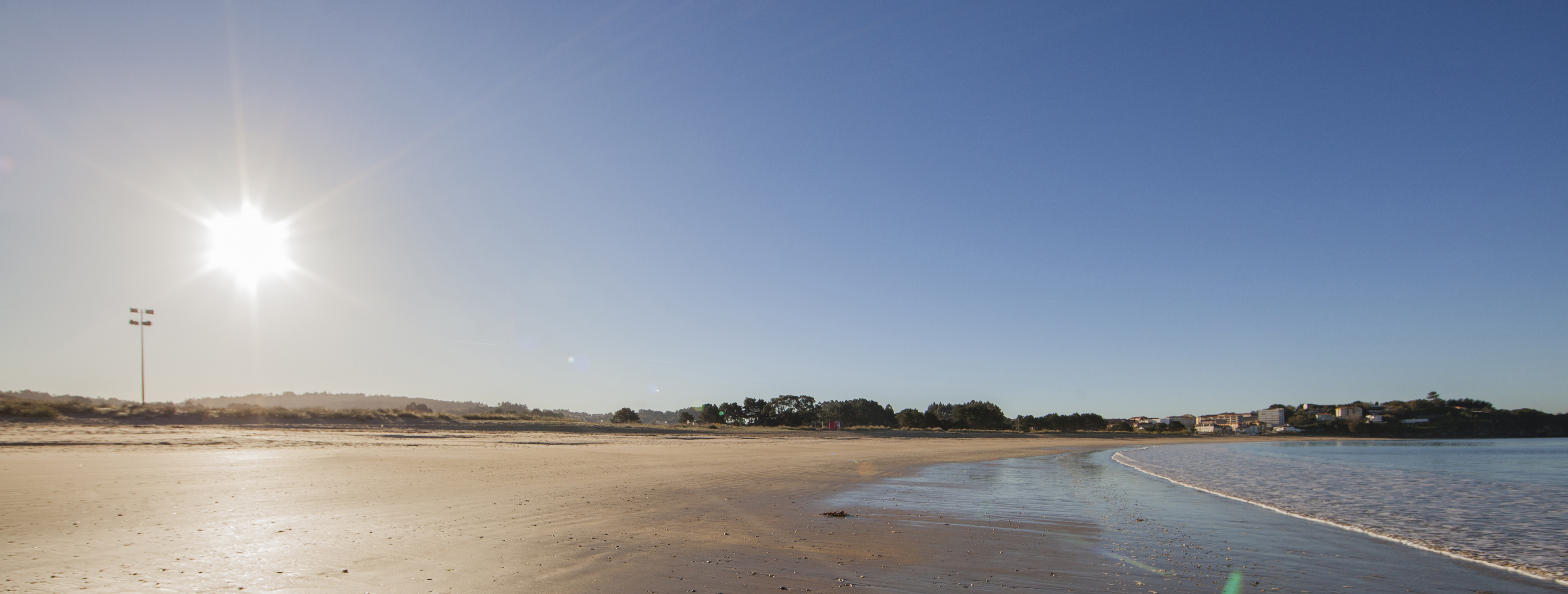
Playa Grande de Miño

Miño es un municipio y localidad de la provincia de La Coruña (Galicia, España), en la comarca de Betanzos. Hasta 1919 su denominación era Castro.

## Toponimia
Según E. Bascuas, el término Miño corresponde con un antiguo hidrónimo, a partir de una forma de origen paleoeuropeo, derivada de la raíz indoeuropea *mei- 'caminar, ir'.

## Geografía
Municipio costero situado en la ría de Betanzos, en las denominadas "Mariñas Coruñesas". Limita al norte con el municipio de Puentedeume, al este con el de Villarmayor y al sur con los de Paderne e Irijoa. La localidad está situada a veintisiete kilómetros al este de La Coruña, a una altitud de diez metros sobre el nivel del mar.
El municipio cuenta con importantes vías de comunicación, como son la N-651 Betanzos-Ferrol y la autopista AP-9 que también une estas dos ciudades, lo que hace que Miño esté cerca de lugares importantes de la provincia, de tal modo que La Coruña y Ferrol quedan a veinte minutos, Betanzos, Puentedeume y Sada a escasamente diez minutos y Santiago de Compostela, a cuarenta y cinco minutos.
Además de su buena comunicación por carretera, tiene comunicación a través del ferrocarril, contando con dos paradas: en Miño y en el apeadero de Perbes, en Villanueva.
Es lugar por el que discurren las peregrinaciones del "Camino Inglés", desde su salida en el Puerto de Ferrol, a Compostela, trazándose la ruta a lo largo de una riquísima variedad cultural y paisajística.
Atraviesan el municipio tres ríos: el río Lambre, que discurre a lo largo de su corriente por una ruta llena de encanto y que tiene su desembocadura en Ponte do Porco, en el límite con el municipio de Paderne, formando la playa de la Alameda. El río Bajoy, que se encuentra en la calle del "Camino Inglés" y a lo largo de su curso dispone de una fuente gótica y de un merendero, donde hacer una parada para descansar. Finalmente su canal discurre hasta su desembocadura en la Playa Grande, formando la marisma a sus puertas. El río Xarío pasa por las parroquias de Villanueva y Perbes, desembocando en un costado de la Playa Grande de Miño.

## Geografía humana

### Demografía
Cuenta con una población de 6946 habitantes (INE 2024).
| Gráfica de evolución demográfica de Miño entre 1842 y 2021 |
| |
| Población de derecho según los censos de población del INE Población de hecho según los censos de población del INEEn estos censos se denominaba Castro: 1842, 1857, 1860, 1877, 1887, 1897, 1900 y 1910 |

## Organización territorial
El municipio está formado por ciento quince entidades de población distribuidas en ocho parroquias:
- Bemantes (Santo Tomé)[6][9]
- Callobre (San Juan)[6][10]
- Carantoña (San Julián)[6][11]
- Castro (Santa María)
- Leiro (San Salvador)
- Miño (Santa María)
- Perbes (San Pedro)
- Villanueva[7]

## Urbanismo
La dinámica urbanística en el ayuntamiento de Miño ha desembocado en el actual casco urbano de Miño, con la estructura de un pueblo que se ha desarrollado a lo largo de una carretera (N-651), al mismo tiempo que ha experimentado un gran crecimiento con la construcción de macro-urbanizaciones alejadas del casco urbano y de los servicios que proporciona el centro del pueblo. Una de ellas, Costa Miño Golf, de 1200 viviendas (sin acabar), se extiende por Perbes y San Juan de Villanueva. El desarrollo antes mencionado ha consistido en la construcción de bloques de viviendas sustituyendo a casas bajas, de una o dos plantas, en lugar de extenderse por las afueras hasta formar un núcleo rural consolidado, rodeado por condominios.
Todo ello ha desembocado en la desaparición de las casas con parcela que conformaban el núcleo urbano. De esta forma, el urbanismo ha sido un tanto caótico, ya que los terrenos en muchos casos procedían de antiguas huertas de cultivo. El caso que más polémica ha generado ha sido la expropiación de terrenos en Perbes llevada a cabo para la construcción de la citada urbanización, al utilizar el método de expropiación para la construcción de un espacio privado, incumpliéndose en algunos casos las indemnizaciones pertinentes a los antiguos propietarios.

## Turismo
Es un municipio de gran atractivo turístico debido a la existencia de cuatro playas: la Playa Grande, con bandera azul desde el año 1984; la Ribera, más conocida como "la pequeña"; la Alameda, con espectaculares variaciones de nivel entre pleamar y bajamar y la playa de Perbes, además de Playa Lago. La Playa Grande, Perbes y la Ribera ostentan actualmente la Bandera Azul, como reconocimiento a la calidad de sus aguas, equipamientos, accesos, etc. La Playa Grande, de más de un kilómetro de longitud, a la que da directamente la salida de la autopista, hace que sea uno de los centros turísticos de veraneo más importantes de las Rías Altas. 
De ser una población tranquila, casi desierta en invierno, la afluencia turística estival la transforma en un lugar bullicioso, cuyos restaurantes, tascas, ciber-cafés y cervecerías atraen numeroso público al caer el sol.

## Fiestas locales y romerías

### Santa María de Miño
- 27 al 29 de junio: fiestas en honor a San Pedro. Un enorme porcentaje de la población miñense cree erróneamente que San Pedro es el patrón. En Miño no hay patrón, sino patrona, la Virgen del Carmen. Por lo tanto, las fiestas de San Pedro, aunque muy famosas e importantes, no son patronales.
- 16 de julio: Fiesta de la Virgen del Carmen, patrona de Miño. Una procesión con la imagen de la Virgen parte de la iglesia parroquial de Santa María, bajando hasta el puerto, lugar donde se oficia una misa cantada, por lo general a cargo del coro de la "Rondalla". El alcalde y un miembro de la cofradía de pescadores arrojan al agua una gran corona de laurel, en memoria de los marineros muertos en la mar. Finalizada la ceremonia, la imagen de la Virgen del Carmen es llevada de nuevo en procesión hasta su lugar en la iglesia, donde esperará hasta el año siguiente.
- 31 de agosto: Romería de San Ramón en la parroquia de Sombreu
- 23 de junio: Fiesta de la noche de San Juan

### Ponte do Porco
- 25 de julio: Fiesta de Santiago Apóstol

### Sombreo
- 31 de agosto: Romería de San Ramón, en Bra

### Bemantes
- Diciembre: Fiesta de Santo Tomé
- Junio: Fiesta de Corpus Christi
- Domingo siguiente al 16 de agosto: Fiesta de San Roque

### Callobre
- Primer domingo después del 16 de julio: Fiesta de la Virgen del Carmen.

### Carantoña
- Primer domingo de julio: Fiesta de Santa Isabel

### Leiro
- 6 de agosto: Fiesta del Divino Salvador
- Tercer domingo de septiembre y último viernes de Cuaresma: Fiesta de Ntra. Sra. de los Dolores
- 25 de noviembre: Santa Catalina de Alejandría

### Bañobre
- 24 de agosto: Romería de San Payo

### Castro
- 20 de enero: Fiesta de San Sebastián

### Perbes
- Junio: Fiesta del Corpus Christi
- Principio de agosto: Fiesta del Turista

### Villanueva
- 24 de junio: Fiesta de San Juan